# Edmond Grandjean

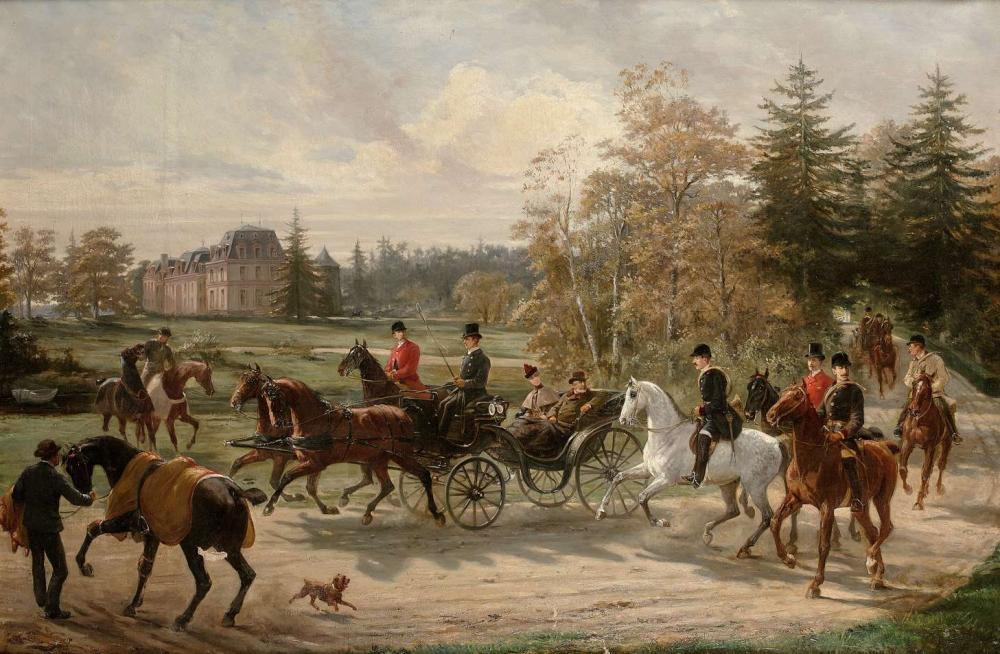
Aufbruch zur Jagd

Edmond Georges Grandjean (* 21. Mai 1844 in Paris; † 1. Juni 1908 ebenda) war ein französischer Veduten- und Tiermaler.
Grandjean studierte an der École des beaux-arts de Paris bei Adolphe Yvon, Émile Signol und Isidore Pils. Er malte fast ausschließlich Pferde mit Reitern sowie Pariser Straßenansichten und stellte seine Werke von 1865 bis 1906 auf dem Salon der Société des Artistes Français aus. Er erhielt 1888 eine Medaille der dritten Klasse und 1898 eine Medaille der zweiten Klasse. Auf der Weltausstellung Paris 1900 erhielt er eine lobende Erwähnung.